# Seznam slovenských hráčů v NHL v sezóně 2019/2020
- Nehráli play-off

Toto je seznam hráčů Slovenska, kteří se objevili v NHL v sezóně 2019/2020.

### Pacifická divize
- Anaheim Ducks  • nikdo
- Arizona Coyotes • nikdo
- Calgary Flames • nikdo
- Edmonton Oilers • Tomáš Jurčo [1]
- Los Angeles Kings  • nikdo
- San Jose Sharks  • nikdo
- Vancouver Canucks • nikdo
- Vegas Golden Knights • nikdo

### Centrální divize
- Chicago Blackhawks • nikdo
- Colorado Avalanche • nikdo
- Dallas Stars • Andrej Sekera [2]
- Minnesota Wild • nikdo
- Nashville Predators • nikdo
- St. Louis Blues • nikdo
- Winnipeg Jets • nikdo

### Atlantická divize
- Boston Bruins • Zdeno Chára • Jaroslav Halák [3]
- Buffalo Sabres  • nikdo
- Detroit Red Wings  • nikdo
- Florida Panthers • nikdo
- Montreal Canadiens • Tomáš Tatar [4]
- Ottawa Senators  • Marián Gáborík • Christian Jaroš [5]
- Tampa Bay Lightning • Erik Černák[6]
- Toronto Maple Leafs • Martin Marinčin [7]

### Metropolitní divize
- Carolina Hurricanes • nikdo
- Columbus Blue Jackets • nikdo
- New Jersey Devils  • nikdo
- New York Islanders • nikdo
- New York Rangers • nikdo
- Philadelphia Flyers •  nikdo
- Pittsburgh Penguins • nikdo
- Washington Capitals • Richard Pánik [8]